# Шушица
Шу́шица (алб. Shushicë) — река на юге Албании, левый приток реки Вьоса (бассейн Адриатического моря). Берёт своё начало на юго-востоке округа Влёра близ Кучи, течёт через Братай, Кота и впадает на северной границе округа близ Армени к северо-востоку от города Влёра в реку Вьоса.
В жаркое лето река бывает безводной, пересыхает, отсюда и славянское название, затем произошёл процесс ассимиляции: Су́шица — Шу́шица.
Через 3 дня ожесточённых боёв в ходе сражения при Химаре (13—22 декабря 1940) солдаты 3-й пехотной дивизии греческой армии сумели взять под свой контроль перевал Кучи, что дало греческим войскам доступ в долину реки Шушица, которая вела к окраинам города Влёра.
В долине реки у Драшовица и Маврова состоялась наиболее ожесточенная битва при Драшовице, длившаяся почти месяц — с 17 сентября по 14 октября 1943 года. Здесь были сосредоточены крупные силы фашистов. Смелая атака партизан Национально-освободительной армии Албании застала врага врасплох. Только подход свежих подкреплений, усиленных танками и авиацией, вынудил партизан отступить в этой первой большой битве против гитлеровских захватчиков.